# Ingvar Anjou
Karl Ingvar Nikolas Anjou, född 16 mars 1921 i Valbo församling, Gävleborgs län, död 16 februari 2018 i Halmstad, var en svensk läkare.
Anjou, som var son till avdelningschef Arvid Anjou och Anna Svensson, avlade studentexamen i Örebro 1941, blev medicine kandidat vid Uppsala universitet 1944, medicine licentiat där 1950 och medicine doktor vid Lunds universitet 1961. Han var amanuens på hygienisk-bakteriologiska och patologiska institutionerna vid Uppsala universitet 1945-1947, vikarierande underläkare vid medicinska avdelningen på Kalmar lasarett och auskultant vid pediatriska kliniken på Akademiska sjukhuset 1950, vikarierande underläkare på Banckska sjukhuset i Helsingborg 1950–1951, underläkare på Västerviks lasarett 1951–1953, vid ögonkliniken på Lunds lasarett 1953–1960, vid ögonkliniken på Halmstads lasarett 1961 och biträdande överläkare där sedan 1962. Han var bataljonsläkare i Fältläkarkårens reserv sedan 1950. Han författade skrifter i oftalmologi och pediatrik.